# Podatek globalny
Podatek globalny – typ opodatkowania polegający na łącznym opodatkowaniu wszystkich składników dochodu podatnika, niezależnie od ich źródła, według jednolitej skali. Ułatwia stosowanie progresji podatkowej, jego naliczanie jest jednak bardziej skomplikowane niż w przypadku podatku cedularnego, wymaga sprawnej administracji podatkowej.